# Pierre Lepape
Pour les articles homonymes, voir Lepape.
Pierre Lepape est un journaliste, critique littéraire et écrivain (essayiste, biographe, nouvelliste) français né le 22 avril 1941 à Rugles dans l'Eure et mort le 18 décembre 2021 à Paris,.
Il est notamment connu pour avoir tenu le « Feuilleton » du Monde des livres, après Bertrand Poirot-Delpech, Pierre-Henri Simon ou Émile Henriot.

## Biographie
Ayant délaissé ses études de lettres pour se lancer dans le journalisme, Pierre Lepape commence comme rédacteur à Paris Normandie où il collabore à différentes rubriques – politique et social, culture, littérature. Après un passage à Télérama où il crée la rubrique « Livres », il travaille aux Nouvelles littéraires devenues L'Autre Journal, dont il devient le rédacteur en chef politique. En 1985, il intègre Le Monde des livres où il tient, de 1995 à 2001, le célèbre Feuilleton littéraire.
Pierre Lepape étant un homme engagé, notamment auprès du FLN algérien, très sensible aux questions politiques, ses livres s’intéressent toujours, sous des angles divers, aux relations entre la langue, le pouvoir et la littérature.
Avec son épouse Michèle Gazier, écrivaine, traductrice et éditrice, il écrivit deux essais littéraires et un roman en forme de réécriture contemporaine du roman de Stendhal, Le Rouge et le Noir : Noir et Or (Le Seuil, 2015). Ils s'établissent par la suite dans le Gard.
Pierre Lepape meurt le 18 décembre 2021 à l'hôpital Saint-Antoine à Paris.

## Œuvres
Plusieurs centaines d'articles sont archivés sur le site du Monde.

### Essais littéraires
- Ruines, Lagrasse, Verdier, « Coll. jaune », 2020
- Une Histoire des romans d'amour, Paris, Éditions du Seuil, 2011  (ISBN 978-2-02-105434-7)
- Le Pays de la littérature, des Serments de Strasbourg à l'enterrement de Sartre, Paris, Éditions du Seuil, 2003  (ISBN 978-2-02-035879-8), coll. « Points Série Essais », 2007  (ISBN 978-2-7578-0401-8)

### Biographies
- La Disparition de Sorel, Paris, Grasset, 2006  (ISBN 978-2-246-70891-9)
- André Gide, le messager, biographie, Paris, Éditions du Seuil, 1997[6]  (ISBN 978-2-02-025247-8)
- Voltaire le conquérant. Naissance des intellectuels au siècle des Lumières, Paris, Éditions du Seuil, 1994, coll. « Points », 1997  (ISBN 978-2-02-018965-1)
- Diderot, Paris, Flammarion, coll. « Grandes biographies », 1991 ; rééd. coll. « Champs » (n° 297), 1994  (ISBN 978-2-08-081297-1)

### Histoire et histoire littéraire
- Avec Michèle Gazier, Écrivains du XIXe siècle, Alleur (Belgique), Marabout, 1991  (ISBN 978-2-501-01410-6)
- Avec Michèle Gazier, Romanciers du XXe siècle, Alleur (Belgique), Marabout, 1990  (ISBN 978-2-501-01321-5)
- Plumages, (illustré par J. Hin), 1981 (réflexions imagées sur la plume de l'écrivain)
- La Presse, préface de Jean Daniel, Paris, Denoël, 1972
- Les Révolutions du XXe siècle, Paris, Denoël, 1970

### Romans et nouvelles
- Avec Michèle Gazier, Noir et Or, Paris, Éditions du Seuil, 2015 (réécriture contemporaine du roman de Stendhal, Le Rouge et le Noir)
- Dans L'Atelier imaginaire, Lausanne / Paris, L'Âge d'homme, 1990  (ISBN 2-8251-0067-6) ; 1991  (ISBN 2-8251-0198-2) : Après le match  ; Une fin (sic) de loup

### Préfaces et postfaces
- Marie Ndiaye, Un temps de saison
- Marie Ndiaye, La Sorcière
- Claude Manceron, Les Hommes de la liberté
- Luis Sepúlveda, Le vieux qui lisait des romans d'amour